# Bulbophyllum refractilingue
Bulbophyllum refractilingue är en orkidéart som beskrevs av Johannes Jacobus Smith. Bulbophyllum refractilingue ingår i släktet Bulbophyllum och familjen orkidéer. Inga underarter finns listade i Catalogue of Life.